# Ю Ёнджэ
Ю Ёнджэ (кор. 유영재; род. 24 января 1994, Сеул) — южнокорейский певец, более известен под сценическим именем Ёнджэ. Участник хип-хоп бой-бенда B.A.P и BJYM (временное название группы состоящей из 4-х участников B.A.P).

## Биография
Ю Ёнджэ родился 24 января 1994 в Ыйджонбу, Южная Корея, у него есть старший брат. Ёнджэ учился в начальной и средней школе Balgok.

В 2008 году он занял первое место на прослушивании в JYP Entertainment и стал стажёром. Позже он прошёл прослушивание и был принят в качестве стажёра в TS Entertainment. Когда у него спросили, как он стал певцом, Ёнджэ ответил: 
Когда я посещал экскурсию увидел там шоу талантов. Я решил спеть на сцене, и мои друзья поддерживали меня бурными аплодисментами. С этого все и началось. Моей мечтой стало стоять на сцене, поэтому я не раз говорил себе: «Я стану певцом». Я мечтал стать музыкантом, хотел начать заниматься музыкой, быстро привязываясь к этому увлечению. Я люблю музыку, концентрируясь на этой страсти, я стал членом B.A.P, так-то вот. Я готовился к прослушиванию в течение года, но когда увидел, что не смогу дебютировать, я решил связаться с компанией. Я дебютировал через год. Моя жизнь стажера не была такой уж и сложной. Вместо того, чтобы стать профессионалом, я должен был подготовить мои истинные способности, а также показать индивидуальность. Это моя ответственность, которую я должен нести и чувствовать давление из-за этого.

## Карьера
В 2011 Ёнджэ появился в клипе группы Secret «Starlight Moonlight», Bang&Zelo «Never Give Up».
В марте 2011 TS Entertainment официально объявили, что группа дебютирует в 2012 году.
В марте 2011 TS Entertainment объявили о том, что идет набор в мужскую группу, которая дебютирует в 2012. Пан Ёнгук был первым участником, которому предстояло открыть группу с двумя синглами: «Going Crazy» и «I Remember». В августе 2011 TS Entertainment представило их второго участника Ким Химчхана, который будет назначен конферансье на шоу канала MTV. В ноябре того же года агентство заявило, что скоро дебютирует подгруппа «TS Baby» с участие Пан Ёнгука и других участников.
18 января 2012 TS Entertainment выпустило фотографии Ёнджэ и Химчхана, которые рекламировали линию одежды. Группа B.A.P дебютировало в январе 2012 с синглом «Warrior». 28 января 2012 группа провела свой дебютный шоукейс-концерт в Сеуле, Южная Корея, в котором приняло участие более 3,000 человек. Их дебютный сингл был признан критиками, а также различные средства массовой информации окрестили сингл «сильным и харизматичным».
10 ноября 2018 года Ёнджэ был выбран ведущим актёром в веб-дораме «Гений Ким Сыль Ги». Он сыграет героя по имени Чон Ча Дол — симпатичного работника с большим самолюбием. Он красив и популярен, к тому же имеет собственный фан-клуб прямо в офисе.
18 февраля 2019 TS Entertainment объявил, что контракты оставшихся 4-х участников, в число которых входит и Ёнджэ, были окончены и все покинули крыло компании.
В настоящее время Ю Ёнджэ является сольным исполнителем, выпустив свой первый альбом в апреле 2019 года.

## Артистизм и влияние
Ёнджэ является солистом. Он увлекается такими жанрами музыки, как: R&B, неосоул. Его кумиры: Musiq Soulchild и Jay Park.

## Дискография
Чтобы увидеть работы Ю Ёнджэ, см. дискографию B.A.P.

### Синглы
| Год  | Название                                      | Позиции в Чартах | Позиции в Чартах       | Альбом         |
| Год  | Название                                      | KOR              | KOR                    | Альбом         |
| Год  | Название                                      | Gaon             | BillboardK-pop Hot 100 | Альбом         |
| ---- | --------------------------------------------- | ---------------- | ---------------------- | -------------- |
| 2012 | «Everything is Pretty» (вместе с Хан Сон Хва) | 22               | 18                     | Digital Single |

## Фильмография

### Телесериалы
| Год  | Канал   | Шоу                  | Роль         | Заметки             |
| ---- | ------- | -------------------- | ------------ | ------------------- |
| 2012 | SBS MTV | Ta-dah It’s B.A.P    | Самого себя  | Постоянный участник |
| 2012 | Mnet    | B.A.P’s Killing Camp | Самого себя  | Постоянный участник |
| 2016 | MBigTV  | Знаменитый Броманс   | Самого себя  | С JB (GOT7)         |
| 2019 |         | Гений Ким Сыль Ги    | Чон Чха Доль | Ведущий актёр       |

### Музыкальные видеоклипы
| Год  | Видеоклип            | Артист          | Роль                       |
| ---- | -------------------- | --------------- | -------------------------- |
| 2011 | Shy Boy              | Secret (группа) | Прохожий                   |
| 2011 | Stalight Moonlight   | Secret (группа) | Дополнительный             |
| 2012 | Everything Is Pretty | с Хан Сон Хва   | Ведущий Мужчина / Вокалист |

### Музыкальные шоу
| Год  | Канал     | Название       | Роль          | Заметки                                  |
| ---- | --------- | -------------- | ------------- | ---------------------------------------- |
| 2012 | Mnet      | M! Countdown   | Гость Ведущий | С B.A.P, RT M! Countdown (23.02.12)      |
| 2012 | Mnet      | MNET Wide News | Гость Ведущий | С Химчханом (13.09.12), (27.09.12)       |
| 2013 | MBC Music | Show Champion  | Гость Ведущий | С Дэ Хёном, RT Show Champion (13.03.13)  |
| 2013 | MBC Music | Show Champion  | Гость Ведущий | С Химчханом, RT Show Champion (04.09.13) |